# Гиритли, Яшар
Яшар Гиритли (тур. Yaşar Giritli; род. 1 августа 1969) — турецкий боксёр, представитель первой наилегчайшей весовой категории. Выступал за сборную Турции по боксу в период 1991—1996 годов, участник летних Олимпийских игр в Атланте.

## Биография
Яшар Гиритли родился 1 августа 1969 года.
Первого серьёзного успеха на взрослом международном уровне добился в сезоне 1991 года, когда вошёл в основной состав турецкой национальной сборной и побывал на Гран-при Усти в Чехословакии, откуда привёз награду золотого достоинства, выигранную в зачёте наилегчайшей весовой категории. Также в этом сезоне выступил в первом наилегчайшем весе на чемпионате Европы в Гётеборге, где в 1/8 финала проиграл венгру Палу Лакатошу, и на чемпионате мира в Сиднее, где в 1/8 финала был остановлен пуэрториканцем Нельсоном Дьеппой.
Пытался пройти отбор на летние Олимпийские игры 1992 года в Барселоне, однако на отборочном Кубке химии в Галле уже в 1/8 финала уступил румыну Валентину Барбу.
В 1996 году Гиритли дошёл до четвертьфинала на международном турнире «Странджа» в Софии, проиграв украинцу Валерию Сидоренко, и выступил на европейском первенстве в Вайле. Благодаря череде удачных выступлений удостоился права защищать честь страны на Олимпийских играх в Атланте, однако уже в первом поединке категории до 48 кг со счётом 4:19 потерпел поражение от тайца Сомрота Камсинга и сразу же выбыл из борьбы за медали.